# Sankt Josef (Weststeiermark)
Sankt Josef (Weststeiermark)  är en ort och kommun i Österrike. Den ligger i distriktet Deutschlandsberg i förbundslandet Steiermark, 160 km sydväst om huvudstaden Wien.
Kommunen består av tre orter (Ortschaften) (inom parentes invånarantal 1 januari 2024):
- Oisnitz (477)
- Sankt Josef (Weststeiermark) (729)
- Tobisegg (494)